# Danuta Wałęsová
Danuta Wałęsová, celým jménem Mirosława Danuta Wałęsa, rozená Gołoś, (* 25. února 1949 Krypy), je manželka bývalého polského prezidenta Lecha Wałęsy a v letech 1990 až 1995 první dáma Polska. Do manželství se narodilo osm dětí.

## Život
Danuta Wałęsová se narodila jako druhé z devíti dětí Zbigniewa a Feliksy Gołośových. Na základní školu chodila ve městě Węgrów v Mazovském vojvodství (polsky Województwo mazowieckie). Na dobu svého dětství však nevzpomíná dobře, práci v hospodářství doslova nesnášela. V roce 1968 proto využila nabídky známého a přestěhovala se do Gdańsku, kde začala pracovat jako květinářka.
Právě v Gdańsku se nedlouho po svém příjezdu seznámila s mladým elektrikářem Lechem Wałęsou, jehož si 8. listopadu 1968 vzala za manžela. Postupně se jim narodilo osm dětí: Bogdan (* 1970), Sławomir (* 1972), Przemysław (* 1974), Jarosław (* 1976), Magdalena (* 1979), Anna (* 1980), Maria Wiktoria (* 1982), Brygida (* 1985).
Dne 10. prosince 1983 převzala v norském Oslu za svého muže, který měl tehdy polskou komunistickou vládou zákaz vycestovat do zahraničí, Nobelovu cenu míru.

### Publikační činnost
V roce 2011 vydala v nakladatelství Wydawnictwo Literackie vlastní biografii s názvem Marzenia i tajemnice, v níž se na několika místech netají silně kritickým pohledem na svého muže. I díky tomuto poměrně kontroverznímu kroku překročil prodej knihy během několika měsíců 300 000 kusů. Za toto dílo dostala dosud dvě literární ocenění, a sice cenu časopisu Tygodnik Powszechny a Růži udělovanou ženským časopisem Gala.

### Ocenění
V roce 2012 jí prezident Bronisław Komorowski za mimořádné zásluhy za nezávislé Polsko, za podporu demokratických změn v zemi, za úspěchy v oblasti pracovní i společenské udělil Řád znovuzrozeného Polska, po Řádu bílé orlice druhé nejvyšší státní vyznamenání Polska.